# 小森林 (韓國電影)
為2018年上映的韓國劇情片，由電影《南方大作戰》《举报者》的導演林順禮執導，金泰梨、柳俊烈、文素利及秦基周主演。該片改編自日本漫畫家五十嵐大介創作的的同名漫畫《小森林》，此前已被改編成日本電影《小森林—夏秋篇／冬春篇》。

## 劇情概要
考試、愛情、就業，樣樣不如意的惠媛(金泰梨飾)，放下一切回到故鄉，與多年好友在河(柳俊烈飾)及恩淑(秦基周飾)一起渡過不一樣的春夏秋冬，而找到了只屬於自己的獨特生活方式。

## 演員陣容

### 主要人物
- 金泰梨（童年：張在熙） 飾演 宋惠媛
- 柳俊烈 飾演 李在河
- 文素利 飾演 惠媛的母親
- 秦基周 飾演 周恩淑

### 其他人物
- 全國香 飾演 福順姑母
- 姜惠恩 飾演 惠媛的朋友
- 姜敏智 飾演 惠媛的朋友
- 金賢智 飾演 在河的前女友
- 洪成德 飾演 便利店醉客
- 金藝瑟 飾演 便利店的職員
- 李成俊 飾演 倉庫管理員
- 南相白 飾演 農協部長
- 全尚鎮 飾演 農協職員
- 金哲煥 飾演 農協職員
- 國志龍 飾演 小勳的朋友

### 特別出演
- 朴元相 飾演 郵差
- 鄭準元 飾演 小勳

## 製作
發行商Megabox Plus M於2017年1月透露，林順禮導演的新片《小森林》已於慶尚北道的某村莊開機；片中春天的戲份則是2017年5月在慶尚北道義城郡拍攝。

## 獎項榮譽
| 年份   | 頒獎禮                     | 獎項           | 入圍者             | 結果 |
| ------ | -------------------------- | -------------- | ------------------ | ---- |
| 2018年 | 第13屆大韓民國大學電影節   | 技術獎         | 尹娜拉（美術指導） | 獲獎 |
| 2018年 | 第13屆大韓民國大學電影節   | 演技獎         | 金泰梨             | 獲獎 |
| 2018年 | 第18屆韓國導演選擇獎       | 年度女演員     | 金泰梨             | 獲獎 |
| 2018年 | 第2屆申電影藝術電影節      | 崔銀姬演員獎   | 金泰梨             | 獲獎 |
| 2019年 | 第24屆春史國際電影節       | 最佳新人女演員 | 秦基周             | 獲獎 |
| 2019年 | 第5屆韓國電影製作人協會獎  | 最佳導演       | 林順禮             | 獲獎 |
| 2019年 | 第38屆韩国电影评论家协会奖 | 十一佳電影     | 十一佳電影         | 獲獎 |

## 外部連結
- NAVER上《小森林》的資料
- Daum上《小森林》的資料

- 韩国电影数据库（KMDb）上《小森林》的資料
- 互联网电影数据库（IMDb）上《小森林》的资料（英文）
- 豆瓣电影上《小森林》的資料 （简体中文）
- 開眼電影網上《小森林》的資料（繁體中文）
- Box Office Mojo上《小森林》的资料（英文）
- 爛番茄上《小森林》的資料（英文）